# Taepyeongso

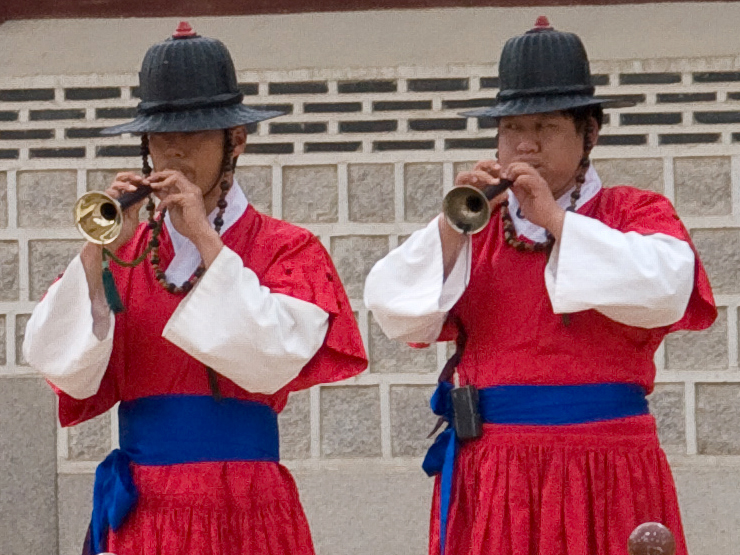
Taepyeongso-Spieler vor dem Gyeongbokgung-Palast in Seoul

Taepyeongso, auch taep’yŏngso, auch soaenap, swaenap, hojŏk, hojeok, nallari; ist ein Holzblasinstrument mit einem kurzen Doppelrohrblatt, das in der koreanischen Musik gespielt wird.

## Herkunft
Der in ganz Asien verbreitete Typ von Kegeloboen gehört zur alten, in Persien entstandenen Blasinstrumentengruppe der surnais. Gemeinsame Kennzeichen sind die dreiteilige Bauform und der laute, schrille Klang, der die Verwendung dieser Oboen wie auch des taepyeongso auf im Freien gespielte Musik beschränkt. Aus dem persischen Wort surnai leitet sich der Name für die indische Oboe shehnai ab. Die häufig mit einer Zylindertrommel zusammen gespielte Oboe gelangte als zurna in die Militärmusik des Osmanischen Reiches, als serune nach Malaysia und Sumatra und als suona in die chinesische Volksmusik. Auch die koreanische Alternativbezeichnung soaenap ist hiervon abgeleitet. Über China gelangte der surnai-Typ während der Goryeo-Dynastie im 10. bis 14. Jahrhundert nach Korea. Die surnais unterscheiden sich in den einzelnen Regionen nur durch Details der Form und die an die jeweilige Musikkultur angepasste Stimmung voneinander.

## Bauform
Das taepyeongso besteht aus einem Metallmundstück (chorong mok) aus Kupfer oder Messing, in das ein kurzes Doppelrohrblatt (chwigu,hyŏ oder sŏ) gesteckt ist, und einem konischen hölzernen Melodierohr (gwandae) von drei bis vier Zentimetern Durchmesser mit sieben Grifflöchern an der Vorderseite und einem mit dem linken Daumen abgedeckten Loch an der Rückseite. Die unteren ein oder zwei Grifflöcher werden häufig nicht benutzt. Beim Spielen setzen die Lippen am breiten Rand (dong-gu) des Mundstücks an und umschließen das Rohrblatt. Das Rohrblatt besteht traditionell aus einem Schilfgras, das getrocknet und geschliffen wird, überwiegend werden jedoch Trinkhalme aus Plastik verwendet. Das Melodierohr kann aus unterschiedlichen Holzarten wie dem Zitrusfruchtbaum Yuzu (juja), der chinesischen Jujube (daechu) oder dem Holz des Maulbeerbaums gefertigt werden. Vorne ist ein breiter abnehmbarer Schalltrichter (dongpallang oder nabal t’ong) aus Kupfer, Messing oder Zinn aufgesteckt. Der Tonumfang beträgt über zwei Oktaven und wird mit as’ bis es’’’ angegeben. Heutige Instrumente sind mit 30 bis 32 Zentimetern Länge kürzer als früher.

## Spielweise und Bedeutung
Taepyeongso bedeutet „große Friedenspfeife“, hojeok „Holzblasinstrument der Fremden“ (allgemein für „die Leute von Xinjiang“) und nallari ist ein lautmalerischer Ausdruck, der nur im Bereich der Volksmusik verwendet wird. Nach der übernommenen chinesischen Klassifikation der acht Klänge gehört es zu den Bambus-Instrumenten, eine neuere koreanische Klassifikation von 1983 rechnet es zu den Holzinstrumenten.
Der Einsatz des taepyeongso ist wie bei der überwiegenden Zahl der asiatischen Surnais wegen seines lauten, schrillen Klanges auf die Verwendung im Freien beschränkt. Für die Kammermusik und das Zusammenspiel mit anderen Melodieinstrumenten ist es ungeeignet.
Es spielte die Melodie in der Marschmusik bei der königlichen Prozession Daechwita. Das chinesisch-koreanische Wort chwita heißt „blasen und schlagen“, die Vorsilbe dae- bedeutet „groß“. Damit ist das Zusammenspiel zwischen dem Blasinstrument und einigen zweifelligen Fasstrommeln (buk) gemeint, die an einem Band vor dem Körper getragen werden. Diese laute Spielergruppe ging vor dem König, während ihm eine Formation nachfolgte, in der das leisere, aus Bambus gefertigte Doppelrohrblattinstrument piri melodieführend war.
Die koreanische Militär- und Prozessionsmusik heißt zusammenfassend Koch'wi, sie wurde am Königshof bei zeremoniellen Anlässen und während der Reisen des Herrschers gespielt. Im Lauf der Zeit wechselten die Besetzungen und deren Stärke, das Orchester bestand jedoch immer aus Blas- und Schlaginstrumenten. Schriftlich erwähnt wird dieses Ensemble in einer Urkunde von 238 n. Chr. Wandmalereien in Gräbern in der Nähe von Pjöngjang datieren in das 4. Jahrhundert. Zur Zeit der Joseon-Dynastie wurden Preislieder auf den Dynastiegründer von einem Bläser-Schlagzeug-Ensemble begleitet. Nach einem koreanischen, musikwissenschaftlichen Werk von 1984 besteht das Orchester aus mehreren taepyongso, den Trommeln yonggo, Schneckentrompeten, Gongs (ching) und Paarbecken (chabara). Die Melodien werden ausschließlich von den taepyongso gespielt, während die Trompeten einen Klangteppich aus Borduntönen hinzufügen. Hier ergibt sich eine Parallele zur osmanischen Militärmusik (Mehterhâne), wie sie im 17. Jahrhundert beschrieben wurde. Nach der koreanischen Mythologie war mit der Zerstörung der Blasinstrumente und der Trommeln des Palastorchesters auch der Herrscher entmachtet.
Bei buddhistischen Tanzritualen wird das taepyongso zusammen mit einer Fasstrommel, einem großen Gong (jing), Zimbeln und gelegentlich noch mit einer langen geraden Naturtrompete aus mehreren Blechrohren (nabal) und einer Schneckentrompete (nagak) gespielt. Es wird auch in der schamanischen Ritualmusik Sinawi eingesetzt.

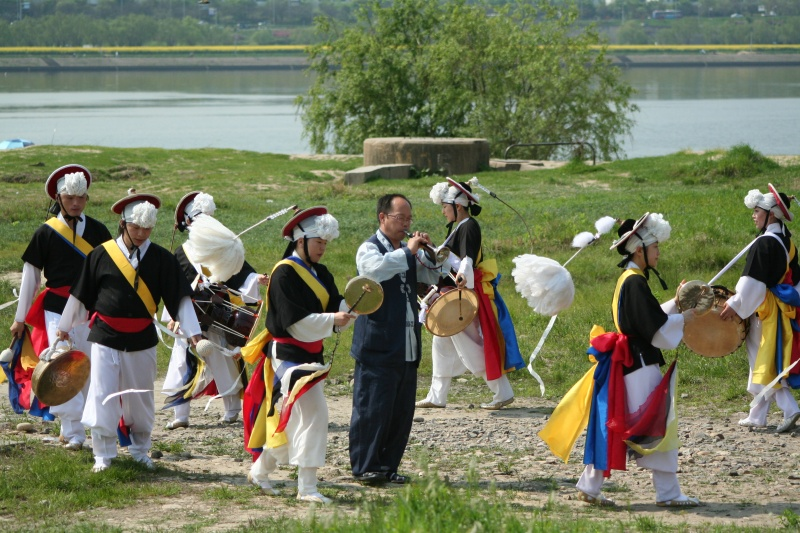
Taepyeongso-Spieler in einer Pungmul-Tanzgruppe

Das Haupteinsatzgebiet der taepyeongso ist die weltliche Unterhaltungsmusik. Dazu gehören die aus der bäuerlichen Tradition stammenden Volkstheater, Tänze und Lieder, die Pungmul, seltener Nong-ak genannt werden. Sie wurden früher nur von Männern bei der kollektiven Arbeit auf den Feldern und bei Dorffesten in ritualisierter Form aufgeführt. Das zentrale Element der Musik ist der Rhythmus, der von Trommeln, die vor dem Körper hängen, oder von in den Händen getragenen Tamburinen von den Tänzern selbst produziert wird. Dazu kann als Melodieinstrument ein taepyeongso kommen. Die Truppe wird von einem Spieler mit einem kleinen flachen Messinggong (kkwaenggwari) angeführt. In veränderter Form haben die traditionellen ländlichen Aufführungen in einem städtischen Rahmen bis heute überlebt. Waren früher Zuschauer und Teilnehmer nicht voneinander zu unterscheiden, so treten mittlerweile professionell agierende, herumreisende Musiker und Tänzer auf, die auch akrobatische Kunststücke aufführen.